# المسيق (مذيخرة)

تعديل مصدري - تعديل

المسيق محلة تابعة لقرية الريس، التابعة لعزلة حمير بمديرية مذيخرة إحدى مديريات محافظة إب في الجمهورية اليمنية.، بلغ تعداد سكانها 167 حسب تعداد اليمن لعام 2004.